# Klementina Belgická
Klementina Belgická (celým jménem Clémentine Albertine Marie Léopoldine de Belgique; 30. července 1872 Laken – 8. března 1955 Nice), byla dcera belgického krále Leopolda II. a jeho první manželky, belgické královny Marie Jindřišky, původem rakouské arcivévodkyně. Přišla na svět tři roky po smrti svého staršího bratra Leopolda, dědice trůnu a její rodiče očekávali, že se narodí vytoužený syn. Po jejím narození ze vzdali naděje a následníkem trůnu se stal mladší bratr krále Leopolda II., princ Filip a po jeho smrti (zemřel dříve než Leopold II.) jeho syn Albert; jeho potomci vládnou v Belgii dodnes. Klementinina sestra Stephanie byla manželkou následníka rakousko-uherského trůnu Rudolfa Habsburského.
Klementina sama se v 17 letech zamilovala do Viktora Bonaparta zvaného Plon-Plon, vnuka Jérôma Bonaparta (nejmladší bratr císaře Napoleona), otec však nechtěl dát ke sňatku svolení. Pár se tak vzal až rok po smrti Leopolda II., 14. listopadu 1910, když už bylo Klementině 38 a jejímu snoubenci 48 let. Ze šťastného manželství přišly na svět dvě děti, Klotylda (1912) a syn Ludvík Jeroným Bonaparte (1914-1997); jeho syn, Klementinin nejstarší vnuk Charles je současnou hlavou rodu Bonapartů.
Za první světové války rodina prchla před německou invazí do Anglie, kde žili u příbuzné, bývalé francouzské císařovny Evženie ve Farnborough. Klementina zde působila jako ošetřovatelka v lazaretu pro raněné anglické důstojníky, který císařovna zřídila ve svém paláci. Evženie si rodinu velmi oblíbila a v závěti jim odkázala kromě jiného i palác ve Farnborough se všemi sbírkami.
Klementina zemřela ve věku 82 let 8. března roku 1955 ve své vile Clairvallou v Nizze. Pochována byla po boku svého manžela v Napoleonem vybudované Císařské kapli v Ajacciu.

## Život

### Původ, mládí

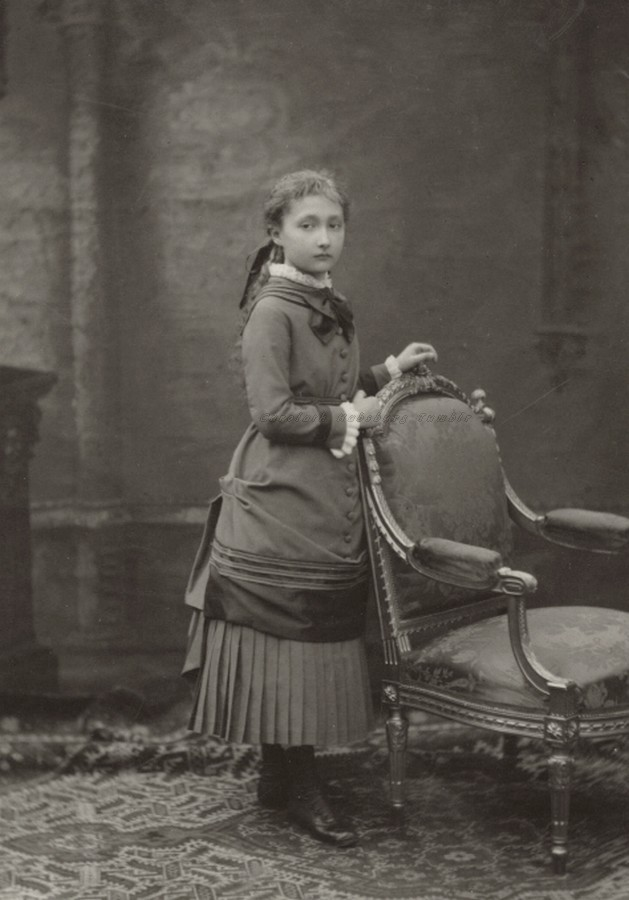
Princezna Klementina Belgická, c. 1880

Třetí dcera belgického krále Leopolda II. a královny Marie Jindřišky, Clémentine Albertine Marie Léopoldine, se narodila v paláci Laeken 30. července 1872 v 18 hodin, tři roky po nečekané smrti svého staršího bratra prince Leopolda, vévody brabantského, jediného přímého králova dědice. Král živil naději, že se dočká druhého syna, a proto obnovil intimní život s královnou; po potratu v březnu 1871 se však narodila další dívka: Klementina, poslední dítě královského páru. Pokřtěna byla 3. září 1872 v paláci Laeken během krátkého obřadu, po němž následoval slavnostní oběd za účasti asi 80 hostů. Její křestní jméno vzdává hold její kmotře a pratetě, princezně Klementině Orleánské, zatímco prostřední jméno odkazuje na jméno jejího kmotra, arcivévody Albrechta, vévody těšínského, bratrance rakouského císaře Františka Josefa I.
Královský pár měl již dvě dcery, Luisu a Štěpánku, kterým bylo 14 a 8 let, takže narození nové dcery krále hluboce zklamalo. Chlad, který se usadil mezi Leopoldem II. a Marií Jindřiškou, se promítl i do jejich vztahu k nejmladší dceři a především královna byla odtažitá a zahořklá. Kvůli své velikosti přezdívala Klementinu Reuske („malá obryně“). Stejně jako její sestry dostávala Klementina lekce francouzštiny, němčiny, hudby, dějepisu a literatury. Klementina byla horlivou studentkou, projevovala zálibu v historii a literatuře, zatímco její matka se starala o to, aby jí vštípila pečlivé hudební vzdělání díky lekcím klavíristy a skladatele Augusta Duponta.
Princeznina starší sestra Luisa se v roce 1875 provdala za bratrance, prince Filipa Sasko-Kobursko-Gothajského, a usadila se ve Vídni. Před prestižním sňatkem s rakouským korunním princem Rudolfem v roce 1881 hrála Štěpánka u své mladší sestry, matkou poněkud zanedbávané, mateřskou roli. Od osmi let byla Klementina jediným dítětem belgického královského páru, které zůstalo v Belgii, a strávila smutné a osamělé dětství v paláci Laeken. I když se každý týden vídala se sestřenicemi Henriettou a Josefínou Karolínou, její okruh se v podstatě omezoval na dospělé, včetně její vychovatelky Omérine Drancourtové. 
Klementina byla velmi zbožná a rodiče jí dovolili, aby navštěvovala paní Cléry, představenou Collège du Sacré-Cœur de Jette nedaleko Laekenu. Tam se ve čtvrtek a v neděli na několik hodin potkávala s dalšími šlechtičnami, jako byly Markéta de Limburg-Stirum a Nathalie de Croÿ. V dubnu 1889, dva měsíce po smrti svého švagra Rudolfa za podivných okolností v Mayerlingu, pobývala Klementina se svou matkou u Štěpánky, nyní ovdovělé, na zámku Miramare. Obě sestry upevňovaly své pouto a s radostí spolu muzicírovaly. Na jaře tohoto roku také Klementina objevila kouzlo Benátek.

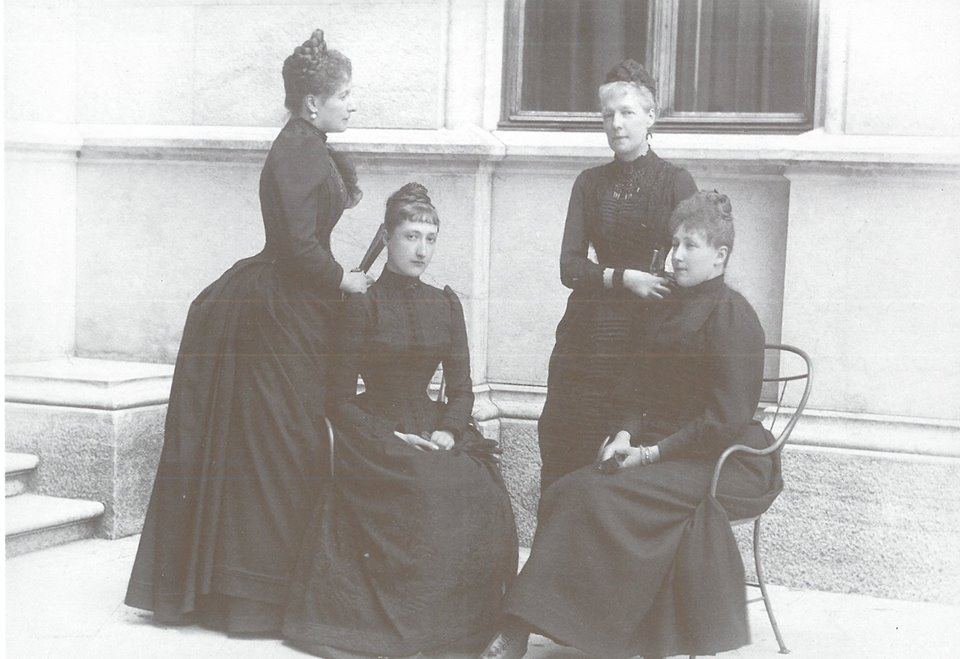
Královna Marie Jindřiška (stojící vpravo) se svými třemi dcerami v roce 1889. Zleva doprava: Luisa, Klementina a Štěpánka.

V prosinci 1889 její studium oficiálně skončilo, ale stále ještě navštěvovala hodiny náboženství, angličtiny a němčiny. Její vychovatelku nahradila družka, aristokratka a klavíristka ve volném čase, Zoé d'Oldeneelová, a rodiče jí přidělili obývací pokoj, kde mohla přijímat hosty. Klementininu radost však kalilo drama: Zatímco Klementina byla 1. ledna 1890 sama v Laekenu s Omérine Drancourtovou a její služebnou Toni, Klementina se usadila v pokoji své matky, která se nepřítomně účastnila novoročních oslav u krále, a hrála na klavír. Toni na Klementi zakřičela, aby slezla dolů, a pak varovala Omérine Drancourtovou, aby utekla, protože v paláci vypukl požár. Omérine Drancourtová se začala modlit, než se pokusila vzít si osobní věci. Omérine, kterou Klementina chtěla, aby sluha hledal, nemohli najít, protože hustý dým bránil jakékoli záchraně. Klementina musela bezmocně pomáhat z trávníku paláce až k zásahu hasičů, kteří nakonec objevili bezvládné tělo Omérine Drancourtové. 
V roce 1890, když se Klementina blížila ke svým osmnáctým narozeninám, se naučila řídit kočár: Pod vedením své matky se učila řídit nádražní vozy. Dařilo se jí to velmi dobře a tento koníček považovala za zábavný. Projevovala zálibu v jezdectví a dokázala rozpoznat různá plemena koní, s nimiž se setkala. V létě navštěvovala koňské výstavy v Bruselu, což bylo jedno z jejích oblíbených rozptýlení s vymoženostmi, které jí poskytoval park paláce Laeken, kde ráda obědvala na trávě a někdy i nakládala seno. V červenci doprovázela rodiče do Ostende. 

#### První lásky

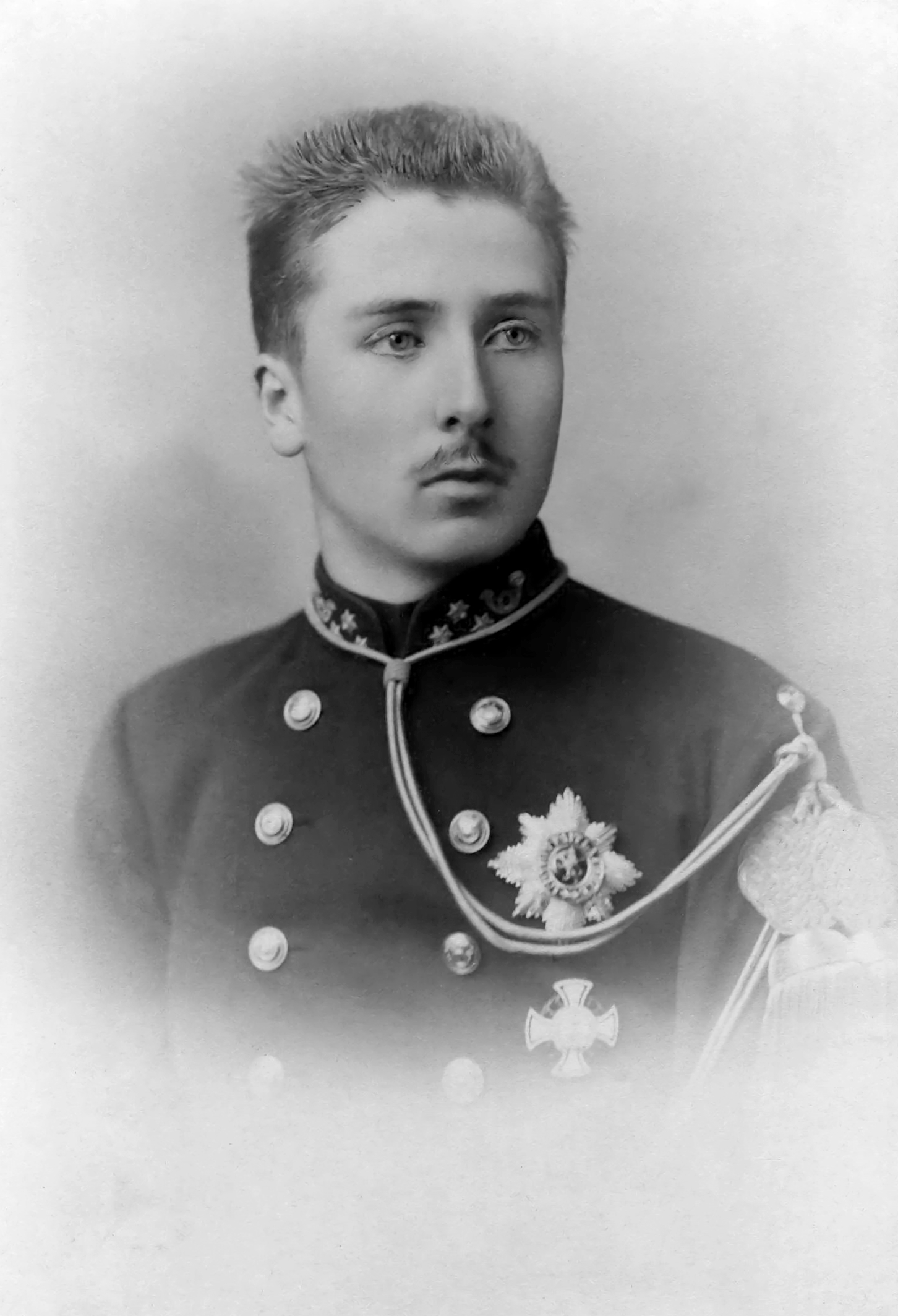
Princ Baudoin Belgický, 1889

V dospívání se Klementina zamilovala do svého bratrance prince Baudouina, který byl považován za budoucího následníka trůnu. Mladíka, který nesdílel city, jež k němu jeho sestřenice chovala, a nelíbila se mu atmosféra, která panovala v domě jeho strýce v Laekenu, v jeho odmítnutí podpořili rodiče, což jen podtrhlo ochlazení vztahů mezi Leopoldem II. a jeho bratrem hrabětem Flanderským, otcem zamýšleného ženicha. Ten považoval svou neteř za „krásnou dámu, ale příliš vysokou a afektovanou." Všechny naděje se rozplynuly, když princ Baudouin 23. ledna 1891 ve věku 21 let zemřel na zápal plic. Princezna čerpala z víry odvahu překonat smrt svého bratrance a první lásky.
Královna Marie Jindřiška stále častěji utíkala od belgického dvora a uchýlila se do Spa, kde si v roce 1894 pořídila vilu; v době matčiny nepřítomnosti plnila Klementina funkci „první dámy“ po boku krále Leopolda II., který ji chránil před matčinou rozhořčenou povahou a poskytl jí nezávislost, jaké se v té době mohlo těšit jen málo svobodných princezen. Své sestře Štěpánce Klementina napsala: „Mám velmi pěkné postavení, mám svůj malý majetek, své koně; dostala jsem od tatínka, abych už nejezdila do Spa, protože už nemohu, takže v létě budu volná."
Majetek, o němž mluvila, byl zámek Belvédère, postavený na panství Laeken. Klementina také měla „láskyplné přátelství“ s baronem Augustem Goffinetem, tajemníkem a důvěrníkem Leopolda II. Povaha vztahu s baronem, který byl téměř o 15 let starší než ona a nebyl královské krve, však zůstávala platonická.
Na podzim roku 1896 se jako nápadník na její ruku objevil věrohodnější zájemce, bavorský korunní princ Ruprecht, ale princezna tento svazek odmítla, protože se otci svěřila, že se jí kandidát nelíbí a že ji v životě děsí neznámé. I přes naléhání svého otce, který Ruprechta hodnotil kladně a považoval ho za výhodnou politickou volbu pro Belgii, Klementina trvala na svém odmítnutí sňatku s bavorským nápadníkem a Leopold II. nakonec ustoupil.

#### Rodinné skandály
Zatímco Klementina získala určitou svobodu, její starší sestry byly postupně z belgické královské rodiny vyloučeny. Nejstarší z nich, Luisa, propadla v roce 1895 kouzlu chorvatského důstojníka Gézy Mattachiče (chorvatsky Gejza Matačić), s nímž navázala cizoložný vztah známý po celé Evropě. Král Leopold II. a královna Marie Jindřiška zakázali Štěpánce stýkat se se svou sestrou Luisou, která již nebyla v Belgii přijata. V roce 1898 vyprovokoval princ Filip Sasko-Kobursko-Gothajský, Luisin zhrzený manžel, svého soka k souboji. Poté musel uhradit velké dluhy, které Luisa zadlužila, ale požadavky mnoha věřitelů se mu nepodařilo splnit. Princ Filip a rakouský císař František Josef I. byli odhodláni přivést Luisu zpět do Rakouska a udržet ji od Mattachiče dál. Princ Filip, podporovaný ve svých záměrech belgickými panovníky, pak nechal svou ženu prohlásit za nesvéprávnou a přesvědčil rakouského císaře, aby ji nechal zavřít do psychiatrické léčebny. Tam zůstala internována až do roku 1904, než se v roce 1906 definitivně rozvedli.

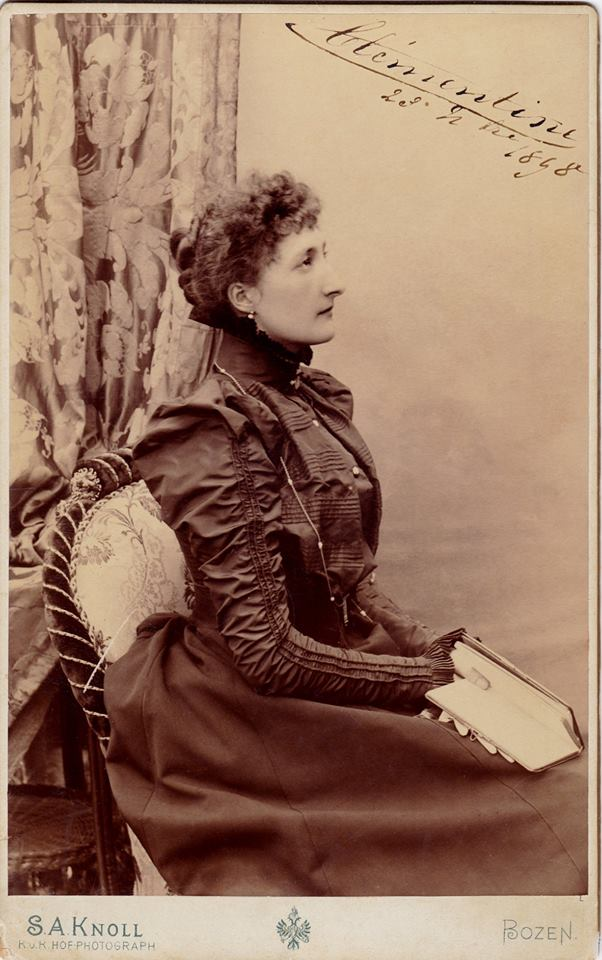
Princezna Klementina, 1898

Štěpánka se již také vzdálila svým rodičům, kteří ji nechtěli navštěvovat kvůli její blízkosti ke skandálům, které se týkaly Luisy. Král však Klementině povolil, aby se v dubnu 1898 se sestrou znovu setkala, protože se zotavovala z těžkého zápalu plic. Leopold II. dokonce Klementinu doprovázel v Dolomitech, takže zůstala u Štěpánky, která se zotavovala. Když se však Štěpánka v roce 1900 navzdory radám svých rodičů znovu provdala za hraběte Eleméra Lónyaye de Nagy-Lónya et Vásáros-Namény, uherského šlechtice nižšího postavení, belgičtí panovníci uražení tím, že jim Štěpánka nesvěřila své sňatkové plány, přerušili jakýkoli vztah s dcerou, které také zakázali návrat do Belgie.

#### Zrušené zásnuby
V zimě 1899-1900 strávila Klementina na doporučení lékařů několik měsíců v Saint-Raphaël na varském pobřeží, kde trpěla průduškovými chorobami. Tam panovala naprostá izolace a princezna se poprvé v životě ocitla bez jakéhokoli člena své rodiny. Věnovala se fotografování, a to díky fotoaparátu, který jí nabídla její teta, hraběnka z Flander. V březnu 1900 však její pobyt přerušila nemoc královny, která ji v lázních vídala jen několik minut denně. Na druhé straně se Marie Jindřiška přihlásila o své psy, což způsobilo návrat Klementiny, raněné malým mateřským přístupem královny, z jižní Francie.
Čas od času dostávala Klementina pozvání od evropských královských rodin. Byla pozvána královnou Viktorií (která rovněž pobývala na Azurovém pobřeží) a do Cannes hrabětem a hraběnkou z Caserty (hlavami rodu Bourbon-Obojí Sicílie), kde se na popud své sestry Štěpánky setkala s princem Karlem Bourbonskp-Sicilským (přezdívaným „Nino“), druhým synem hraběte a hraběnky. Na Klementinu udělal tento o dva roky starší mladík zřejmě příznivý dojem: „Nino je velmi dobrý, velmi hezký. Podle mého názoru je seriózní, přímý a čestný. Je velmi chválen. Je velmi zbožný a má, jak se mi zdá, všechny vlastnosti potřebné k tomu, aby žena byla šťastná“. Tisk se zmínil o zasnoubení a Klementina se domnívala, že ho musí zrušit, protože už není okouzlena princem, kterému se však princezna líbila.
Klementina, stále svobodná, se po pobytu na zámku Balmoral u královny Viktorie vrátila do Belgie. V létě 1900 pobývala v Ostende, než se opět ocitla sama v Laekenu, protože král odmítl povolit, aby se Klementina připojila ke Štěpánce během pobytu v Nizozemsku. Naopak Leopold II. se vydal za Štěpánkou sám a tvrdil, že Klementina se necítí dobře. Následovala napínavá scéna mezi králem a Klementinou, která od té doby porušovala příkaz svého otce, aby se Štěpánkou komunikovala dopisem. Leopold II. jí pohrozil, že pokud se dozví, že si dopisuje se svou starší sestrou, „vyhodí ji na ulici."

#### Smrt královny Marie Jindřišky
Od června 1902 se královnino zdraví náhle zhoršilo. V tomto období byl král Leopold II. ve Francii, zatímco Klementina zůstala v paláci Laeken. Nepřítomnost mladší dcery byla pravděpodobně způsobena neshodami mezi Marií Jindřiškou a Klementinou, která vždy dávala přednost svému otci. Marie Jindřiška se však mohla spolehnout na obětavost barona Augusta Goffineta. Zemřela 19. září 1902 ve své vile ve Spa. Den po její smrti se Leopold II. vrátil z Bagnères-de-Luchon, kde byl na dovolené se svou poslední milenkou Caroline Lacroix, „baronkou Vaughanovou." Když král dorazil do Spa, našel tam svou dceru Klementinu; když se však dozvěděl, že Štěpánka je také přítomna a modlí se před ostatky své matky, odmítl se s ní setkat. Štěpánka byla nucena opustit Spa a odjela do Bruselu, kde se jí dostalo uznání od lidí, kteří ji podporovali. Luisa, nejstarší z dcer zesnulé královny, byla internována a do Belgie nepřijela.

### Manželství

#### Osm let čekání

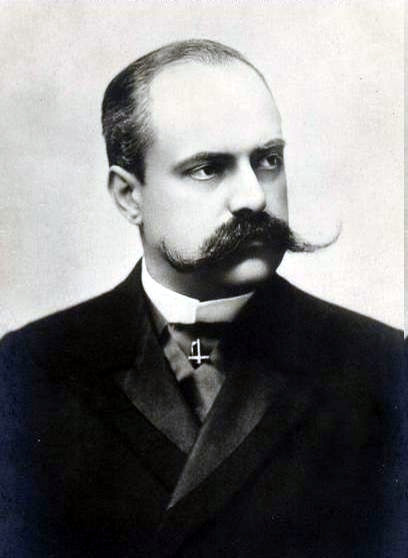
Viktor Bonaparte, c. 1900

Od počátku 20. století chovala Klementina city k princi Napoleonovi Viktoru Bonapartovi (známému pod druhým jménem Viktor), o deset let staršímu a hlavě císařského rodu Bonapartů, kterého znala od 80. let 19. století. Princ Victor Napoleon byl synem prince Napoleona Jérôma Bonaparta a princezny Marie Klotyldy Savojské; prostřednictvím své mateřské linie byl Viktor spřízněn s italským králem Umbertem I. a s téměř celým gothajským almanachem. Bylo to v únoru 1904, kdy Viktor po dohodě s Klementinou poslal svého bratrance vévodu z Aosty k Leopoldovi II. požádat o ruku jeho nejmladší dcery. Panovník zůstal neústupný a tento sňatkový projekt odmítl: Nechtěl tento svazek uzavřít, aby neohrozil vztahy mezi Belgií a Třetí francouzskou republikou. Na druhé straně měl Viktor více než patnáct let poměr s Marií Biotovou, baletkou, která ho následovala z Paříže, když se v roce 1889 přestěhoval do Bruselu, a s níž měl dva syny.
Viktor Napoleon se usadil v sídle na Avenue Louise č. 239 v Bruselu. Těžil ze subvencí poskytovaných císařovnou Evženií a bonapartistickými kruhy, které mu umožnily vést velkou rychlostí. Považoval za svou povinnost zvěčnit kult, který byl Napoleonovi I. zasvěcen: „Uctívání Napoleonovy památky je jedinou útěchou pro mě, který platí exilovou slávou za to, že nese jeho jméno, a nebezpečnou ctí za to, že je povolán převzít těžké břemeno jeho odkazu." V Belgii chtěl Viktor zůstat diskrétní a od počátku 90. let 19. století hodně cestoval po Evropě, kde byl příznivě přijat několika panovníky, včetně ruského cara Alexandra III. Toto výhodné postavení však nemělo vliv na belgického krále, který ho stále považoval především za odpůrce francouzské vlády. Leopold II. navíc nezapomínal, že císař Napoleon III. kdysi usiloval o dobytí Belgie, ani na to, že to byl on, kdo způsobil neštěstí jeho milované sestry Charlotty tím, že podnítil jejího manžela arcivévodu Maxmiliána Rakouského k vládě v Mexiku, než je zanechal svému osudu.

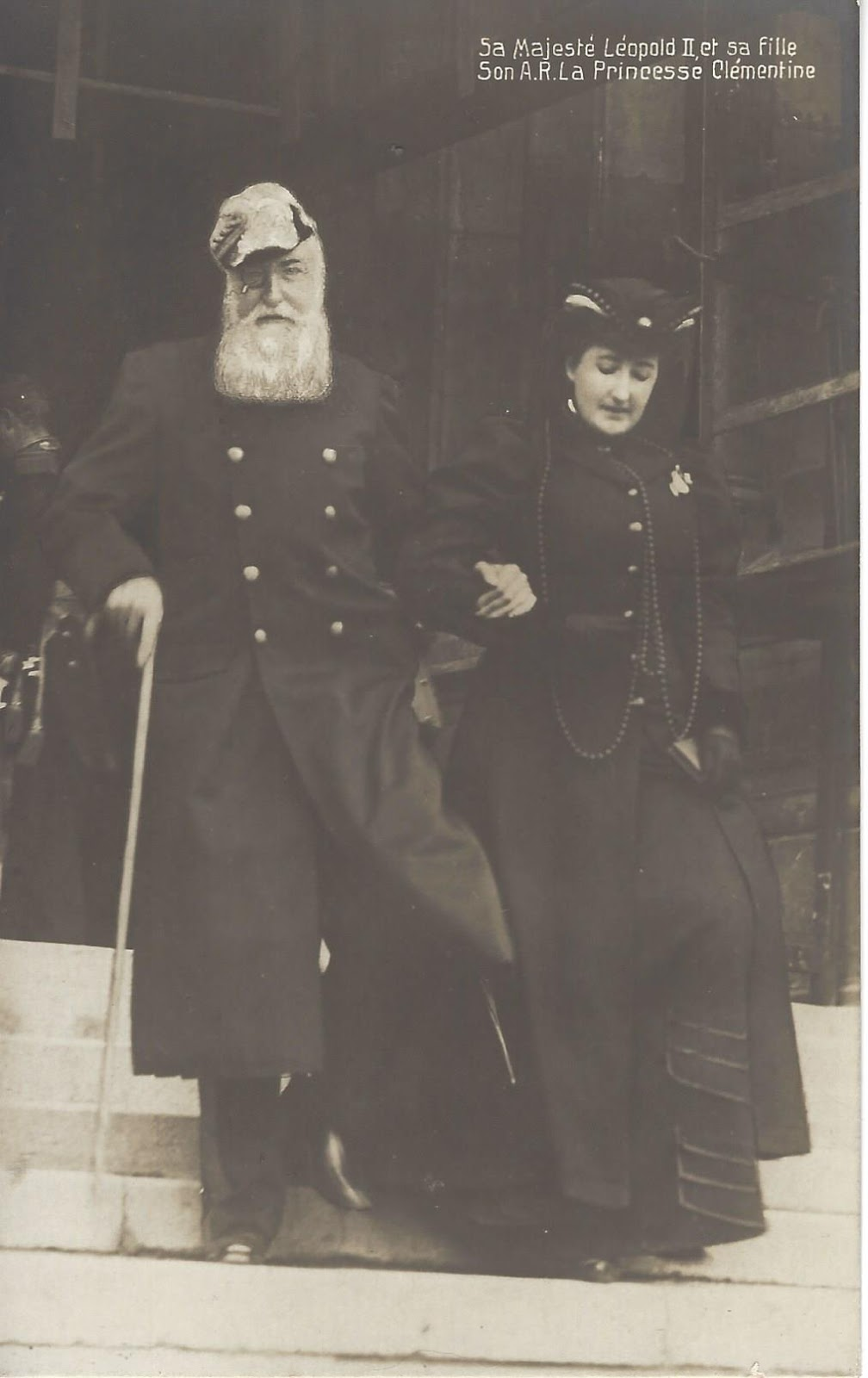
Král Leopold II. a princezna Klementina, 1909.

Po odmítnutí nápadníka se Klementina rozhodla postavit se svému otci přímo. V jednatřiceti letech se domnívala, že se dosud obětovala, a trvala na svém uctivě, pak tvrdě u otce, který jí odvětil: „Mou povinností je žít v dobrých vztazích s Francouzskou republikou, čtyři hodiny cesty od Paříže." Následovala strašná scéna. Krátce nato se u dvora konal ples. Král dlouze hovořil se svou švagrovou, hraběnkou Flanderskou, která již Viktora přátelsky přijala ve svém paláci v Rue de la Régence. Hraběnka však byla také proti sňatku své neteře s Bonapartem. Leopold II. naproti tomu prohlásil, že je pro svou dceru připraven udělat cokoli, pokud si bude přát další svazek. Byl ochoten jí usnadnit život, ale obával se, že Klementina půjde proti jeho vůli. Flanderská hraběnka svého švagra utěšovala ujištěním, že Viktor by se nikdy neodvážil jít proti králi, a dodala, že pochybuje o síle citů mezi Klementinou a Viktorem, kteří se nikdy neviděli déle než pět minut tváří v tvář. Na podzim roku 1904 byla Klementina stále svobodná a nyní se dostala do sporu se svým otcem.

#### Smrt krále Leopolda II.
Od roku 1905 se Klementina natrvalo usadila na zámku Belvédère a občas pobývala také ve vile své zesnulé matky ve Spa. Aby se rozptýlila, několikrát navštívila malíře Edwina Ganze (specialistu na zobrazování koní a umělce blízkého belgické královské rodině, zejména Klementině), kterého ubytovala její teta císařovna Charlotta Mexická na svém zámku Bouchout. Jednou nebo dvakrát navštívila Balmoral, kde s králem Eduardem VII. V roce 1907 se mezi Klementinou a jejím otcem znovu zrodila jistá harmonie. Občas za ním jezdila na jeho panství na jihu Francie. Na podzim roku 1909 postihla Leopolda II. střevní neprůchodnost a musel být operován. Výsledek operace byl fatální: král zemřel 17. prosince 1909 na embolii. Klementinu to hluboce zasáhlo, protože se jí navzdory jejich neshodám podařilo udržet s otcem výjimečný vztah.

#### Svatba
Po smrti jejího otce dal souhlas k jejímu sňatku s princem Napoleonem její bratranec, král Albert I. Klementina se po pobytu u své sestry Štěpánky v Uhrách setkala pod záštitou italské královské rodiny v červnu 1910 v Turíně; o tři měsíce později, v září, se konaly oficiální zásnuby Klementiny a Viktoria. Svatba se konala 14. listopadu 1910 na zámku Moncalieri, jedné z rezidencí italské královské rodiny, kde pobývala princezna Marie Klotylda, matka ženicha. V Itálii neexistuje žádné právní ustanovení, které by předepisovalo uzavření civilního sňatku před sňatkem církevním. Ženich, který připomněl, že Napoleon I. zavedl v moderní legislativě občanský sňatek, však trval na tom, aby občanský obřad předcházel náboženskému požehnání. Oba obřady byly poměrně komorní: Kromě členů savojského rodu a Bonapartů nebyla přítomna žádná jiná evropská královská rodina. Flanderská hraběnka, jediná zástupkyně belgické královské rodiny, doprovázela prince Filipa Sasko-Kobursko-Gothajského, rozvedeného manžela nepřítomné princezny Luisy. Klementina byla nadšena obřadem a laskavostí svých příbuzných, zejména své tchyně, princezny Marie Klotyldy, která se k ní chovala velmi ohleduplně.

#### Manželský život

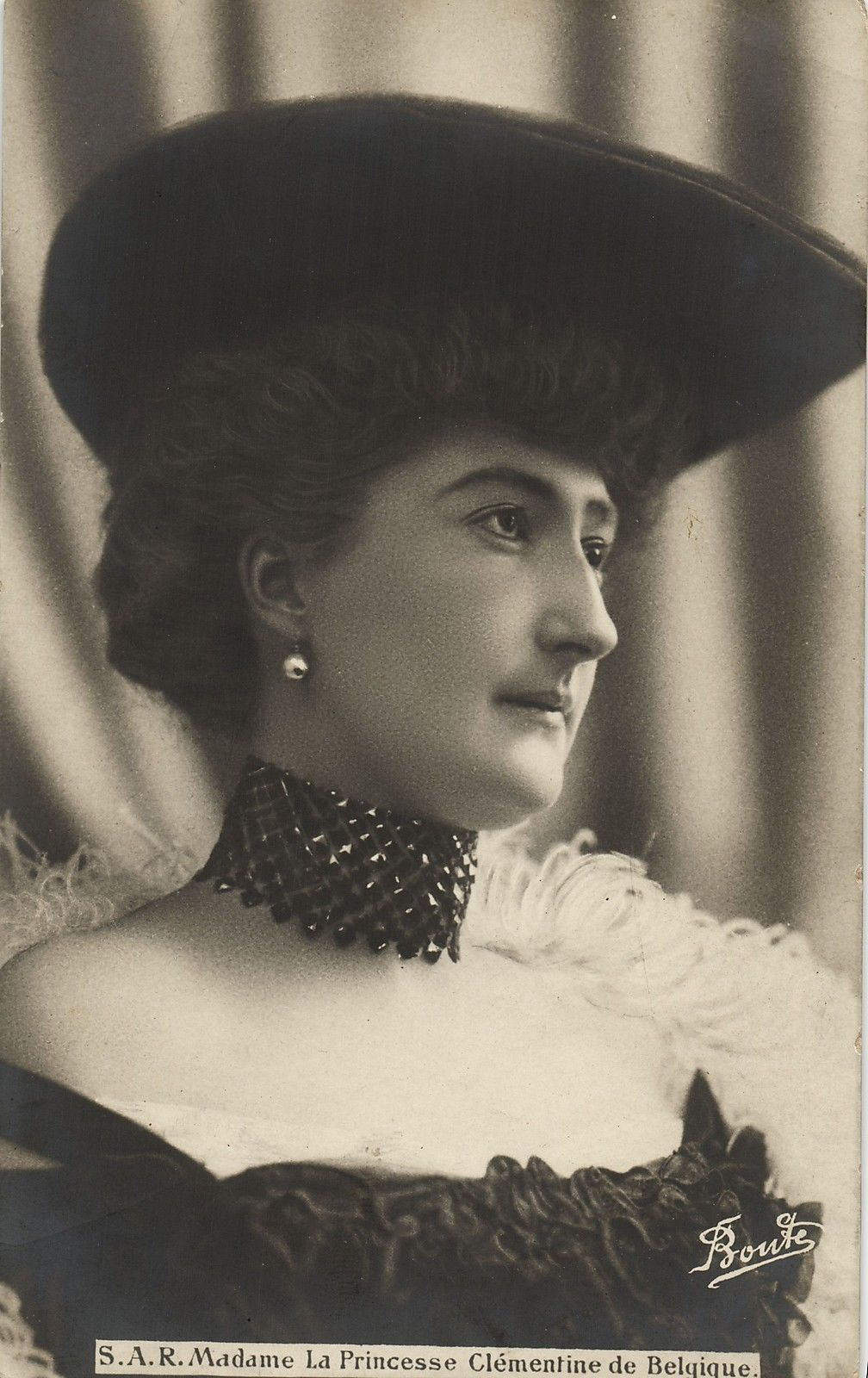
Princezna Klementina, 1908

Líbánky trvaly měsíc a novomanželé se na nich vydali na všude oslavovanou cestu do Říma, Vídně, Maďarska a Čech. V Kvirinálském paláci uspořádal král Viktor Emanuel III. na jejich počest dlouhou řadu obědů a večeří. Stejně honosné bylo i přijetí Habsburky ve Vídni. Oslavy skončily na zámku Rusovce, kde žila Klementinina sestra Štěpánka. Nakonec se manželé přesunuli na Avenue Louise v Bruselu. Aby mohl princ Viktor ubytovat svou manželku, rozšířil svou rezidenci o dům č. 241. Klementina hodnotila bydlení jako „úzké, vlhké a chudé." Přesto se v novém sídle, které označila za „historickou relikvii“ a kde měla pouze dvě komorné, adaptovala. Snažila se vyplnit své intelektuální mezery, kultivovala se, aby se podle svých slov vyrovnala svému manželovi.
Princ a princezna se chtěli co nejrychleji stát rodiči a narodily se jim dvě děti:
- Princezna Marie Klotylda Bonapartová (20. března 1912 – 14. dubna 1996) se 17. října 1938 provdala za hraběte Serge de Witta, s nímž měla deset dětí, z nichž osm dosáhlo dospělosti. Jedna z jejích vnuček, Laetitia de Witt, se stala historičkou a napsala životopis svého pradědečka Viktora, prince Napoleona, kde se hojně zmiňuje i její prababička Klementina.

- Princ Louis Jérôme Bonaparte (23. ledna 1914 – 3. května 1997), který v roce 1926 nastoupil po svém otci jako bonapartistický pretendent na francouzský císařský trůn (pod jménem Napoleon VI.); 16. srpna 1949 se oženil s Alix de Foresta, s níž měl čtyři děti.

Na jaře 1912, krátce po narození Marie Klotyldy, Klementina a Viktor obsadili majetek, který získali v Ronchinne v provincii Namur, zámek o rozloze 233 hektarů, na němž bylo třeba pracovat. Zatímco Viktor pořídil starožitný nábytek a povolal bruselského architekta Françoise Malfaita, aby budově vtiskl architektonický mosanský styl, Klementina nechala vybavit stáje a zahradu, stejně jako vytvořit vzorový statek a postavit kapli. Viktor byl diskrétní, a když se vyjadřoval k nějaké francouzské politické události, oslovoval novináře z Londýna. Belgičané a jejich král mu byli vděční, stejně jako oceňovali, že se Klementina distancovala od svých sester během soudních procesů, které vedly proti belgickému státu v souvislosti s nástupnictvím jejich otce Leopolda II. Belgičtí panovníci udržovali srdečné vztahy s princem a princeznou Napoleonovými, které rádi zvali do soukromí nebo při oficiálních ceremoniích.

### První světová válka

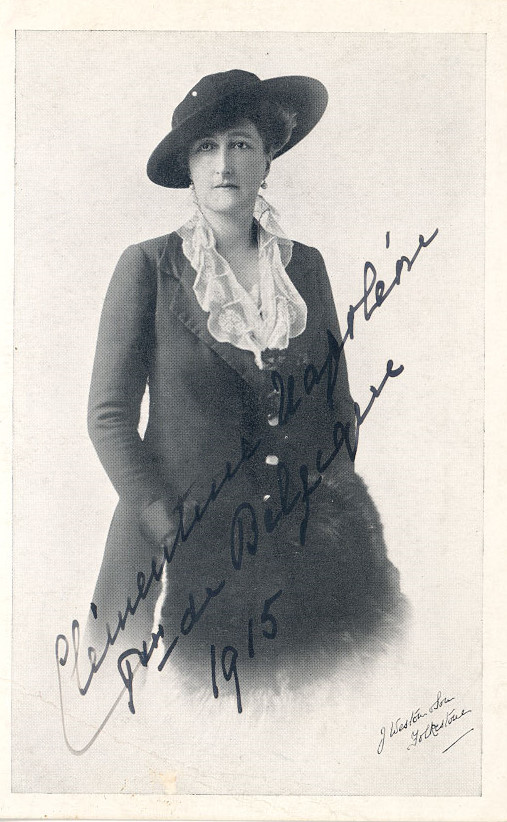
Princezna Klementina, 1915

Tento poklidný život náhle zatemnila první světová válka. V srpnu 1914 se události urychlily: Francouzský stát zabránil princi Viktoru Napoleonovi narukovat do armády, zatímco král Albert I. byl nucen ustoupit Antverpám, které byly brzy bombardovány Němci. Klementina a její manžel váhali, než souhlasili, že se uchýlí do Velké Británie k císařovně Evženii, vdově po Napoleonovi III., která je pozvala k sobě do své rezidence na Farnborough Hill, 40 km jižně od Londýna. Jejich soužití trvalo po celou dobu konfliktu. Klementina se poměrně snadno přizpůsobila, ale vždy se obávala hádky se svou „rozmarnou a originální“ pratetou.
Jedno z křídel anglické rezidence se proměnilo v pečovatelské centrum, zatímco Klementina pracovala ve prospěch mnoha svých belgických krajanů, kteří našli útočiště za kanálem La Manche. Belgický tisk její aktivity pravidelně opakoval a zdůrazňoval, že „v tomto výsostně francouzském prostředí, do něhož princezna Klementina vnáší belgickou notu, nezapomínáme na uznání, které náleží našim ušlechtilým spojencům." Patronát nad mnoha vlasteneckými spolky a účastnila se schůzí belgických válečných invalidů, Ligy belgických vlastenců, oděvního díla belgických vojáků a mnoha dalších organizací určených k získávání finančních prostředků. Akce těchto sdružení někdy sestávaly z koncertů, divadelních dopolední a výstav. Měla kontakty s britskou královskou rodinou, s Paulem Hymansem (zplnomocněným ministrem v Londýně) a s umělci, jako byl malíř James Ensor, sochař Victor Rousseau a hudebníci Eugène Ysaÿe a Camille Saint-Saëns.
Během války Klementina navštěvovala její švagrová královna Alžběta, která ukrývala její děti ve Velké Británii. Alžbětu uklidňovalo, že je Klementina přítomna. Klementina a Alžběta společně pracovaly pro Červený kříž. Klementininy děti zase nadále žily se svými rodiči. Jejich výchova byla poměrně přísná, ale byla mírněna skutečnou láskou. Viktor se občas připojil ke Klementině a předsedal slavnostem pod společnou záštitou belgického krále a prezidenta Poincarého. Po uzavření příměří 11. listopadu 1918 čekali Viktor a Klementina ještě několik měsíců, než se vrátili do Belgie, kde jejich majetek v Ronchinne během čtyř let války poněkud utrpěl.

#### Účast v bonapartistickém hnutí
Princ Viktor se po špatných výsledcích bonapartistů ve francouzských parlamentních volbách v roce 1910 vzdálil od francouzského politického života a později se do něj vrátil až pod vedením Klementiny. Klementina totiž od jejich sňatku částečně financovala volební kampaň hnutí. Viktor se však angažmá své ženy v politice důrazně bránil. Navzdory žádostem několika bonapartistických osobností tak princ odmítl, aby byla jeho žena využívána jako nástroj propagandy. Protože se na ni nevztahoval zákon o vyhnanství, Klementina přesto zastupovala svého manžela na oficiálních ceremoniích a vzpomínkových akcích spojených s napoleonským odkazem. Dopisovala si také s několika bonapartistickými osobnostmi.
Po první světové válce ztratil princ Viktor veškeré iluze o císařské restauraci a postupně se přiklonil k republikánské myšlence. Jinak tomu bylo v případě Klementiny, která si přála zachovat dědictví jejich syna. Po hořkém neúspěchu bonapartistů ve francouzských parlamentních volbách v roce 1924 a Viktorově definitivním odchodu z politického života to byla Klementina, kdo svěřil reorganizaci strany Jeanu Régnierovi, vévodovi de Massa. Po smrti svého manžela v roce 1926 se Klementina stala „regentkou“ bonapartistického hnutí až do plnoletosti prince Louise, stanovené na jeho 21. narozeniny. Navzdory její dobré vůli hnutí nadále ochabovalo. 

### Meziválečné období

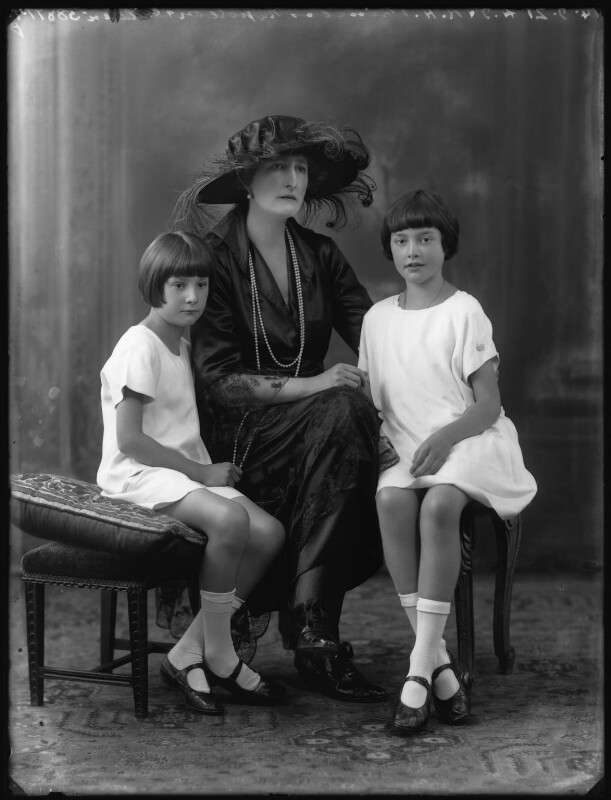
Klementina se svými dětmi Marií Klotyldou a Louisem Jérômem, 1921

Na jaře 1919 se Klementina s rodinou vrátila do Belgie. V Ronchinne věnovala část svého času charitativní činnosti. V květnu 1920 zemřela v Madridu císařovna Evženie; Klementina s manželem přivítali její ostatky v Southamptonu a poté se zúčastnili pohřebních obřadů, které se konaly ve Velké Británii. Dědictví, které Viktor získal po zesnulé císařovně, mu umožnilo omezit finanční potíže. Klementina a její rodina pak strávili část roku na Farnborough Hill, který intenzivně renovovali. V Belgii byli přítomni oficiálním návštěvám zahraničních panovníků: V roce 1922 navštívil Klementinu italský král Viktor Emanuel III. a královna Elena, v roce 1923 španělský král Alfons XIII. a královna Viktorie Evženie a v roce 1924 rumunský král Ferdinand I. a královna Marie. Na druhou stranu princ a princezna Napoleonovi často cestovali do Itálie, kde se setkávali s panovníky. Klementina si obzvláště dobře rozuměla s italskou královnou Elenou.
V dubnu 1926, během pobytu v Bruselu, prodělal princ Viktor Napoleon apoplexii a 3. května následujícího roku zemřel. Z evropských dvorů přicházela svědectví, zatímco belgičtí panovníci a jejich syn princ Leopold, vévoda brabantský, se ihned po oznámení osudné události vydali za Klementinou. Ta musela rychle čelit obavám způsobeným důležitými dědickými daněmi, které bylo třeba vyřídit. Byla to nyní ona, kdo bděl nad bonapartistickým dědictvím, ale z ekonomického hlediska bylo nutné přistoupit k prodeji Farnborough Hill a většiny jeho obsahu.
Klementina ovdověla v 53 letech a stále se musela starat o své dvě sotva dospívající děti. Její syn Louis studoval denně na bruselské koleji svatého Michala, ale po otcově smrti využíval výuku domácího učitele. Pokud jde o dceru Marii Klotyldu, její skvělé výsledky podle matky ospravedlňovaly, aby pokračovala ve středoškolském studiu ve Francii, protože v očích Klementiny „studium v Belgii zdaleka není dost rozsáhlé." Klementina se snažila oživit letní a vánoční prázdniny v Ronchinne tím, že pozvala přátele, kteří si s jejími dětmi mohli rozumět. Takto často přijímala svého synovce prince Karla, hraběte flanderského. Klementina zase obnovila dávné vazby se svou sestrou Štěpánkou. Od roku 1927 se Štěpánka každé léto vracela do Belgie.
Zatímco belgičtí panovníci drželi Štěpánku v trvalé ostrakizaci, Klementina byla oficiálně přijata během veřejných ceremonií i v soukromí v Laekenu. Spřátelila se s princeznou Astrid, manželkou prince Leopolda. Když král Albert I. a královna Alžběta podnikli od 5. června do 31. srpna cestu do Belgického Konga, bylo to poprvé, kdy belgický panovník oficiálně navštívil tuto kolonii. Král se zúčastnil slavnostního otevření železnice spojující Bas-Kongo s Katangou. O několik týdnů později král Albert I. v Namuru za přítomnosti Klementiny slavnostně odhalil novou sochu krále Leopolda II.
V lednu 1930 odjela Klementina se svými dětmi do Říma na svatbu belgické princezny Marie Josefy s Umbertem, piemontským princem a následníkem italského trůnu. Rok předtím se radovala z podpisu Lateránské smlouvy (11. února 1929), kterou považovala za „největší událost moderní doby." V Římě se Klementina domnívala, že by její dcera Marie Klotylda mohla během svatebních obřadů potkat vážného nápadníka. Dostala nabídku od prince Adalberta, vévody z Bergama, bratrance italského krále, ale tuto nabídku odmítla: „Marie Klotylda by si mohla lépe počínat na španělské straně, ale Španělsko se jí nelíbí a pak, nemám zatím jasné informace o zdraví syna a dědice - jediné dobré věci - krále.“ Po návratu z Říma začala Marie Klotylda trpět výraznou skoliózou, která si vyžádala roční znehybnění v lékařském zařízení. Po finanční stránce byl majetek Ronchinne špatně spravován a Klementina to musela napravit; někdy se sama starala o zahradu, protože musela propustit polovinu z dvaceti sluhů.
Na jaře 1931 se zdravotní stav Marie Klotyldy začal zlepšovat. Následující léto si Klementina pronajala vilu v De Haanu u Ostende, kde se o její dceru starali. Na podzim se mladá dívka vrátila ke své matce, kterou všude doprovázela. Klementina měla také několik zdravotních problémů, včetně onemocnění ledvin a záchvatů artritidy. Třicátá léta byla ve znamení radostných událostí, jako byly Štěpánčiny návštěvy Belgie a pobyty syna Louise, který pokračoval ve studiích ve Švýcarsku. V letech 1934 a 1935, v rozmezí osmnácti měsíců, postihly Klementinu dvě smutné události: smrt krále Alberta I. a poté jeho snachy královny Astrid, která tragicky přišla o život při autonehodě.

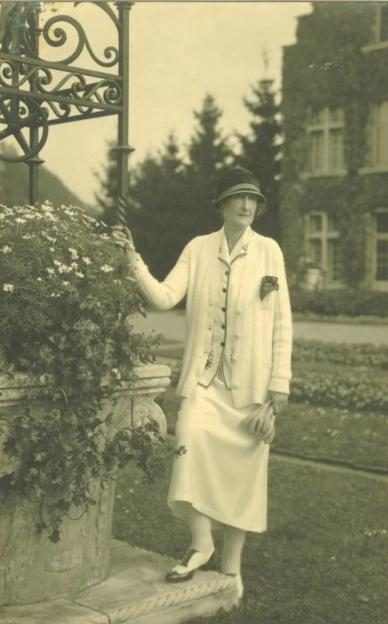
Princezna Klementina kolem roku 1930

V lednu 1935 oslavil princ Louis Napoleon plnoletost. Klementina mu darovala automobil Bugatti Type 57. Od roku 1937 se Klementina přestěhovala do Ronchinne poté, co postoupila svůj dům na Avenue Louise v Bruselu synovi. Když jí to zdraví dovolilo, Klementina cestovala, nejraději po jižní Francii a Itálii. Klementina často navštěvovala Marii Klotyldu, která se na podzim 1937 přestěhovala do Paříže.

### Pozdní léta života a smrt
V únoru 1938, kdy s ní Štěpánka pobývala v jižní Francii, prodělala Klementina zánět průdušek s celkovou intoxikací, která se komplikovala infekční chřipkou a streptokokem. V říjnu 1938 se její dcera Marie Klotylda v Londýně provdala za hraběte Serge de Witta, bývalého kapitána ruské císařské armády, který byl o dvacet let starší než ona, a tento svazek Klementina neschvalovala, než vyřešila své pocity vůči němu. Krátce po narození prvního vnoučete, Marie Evženie, v srpnu 1939 Klementina, tehdy v Ronchinne, s obavami sledovala druhou světovou válku. Zotavovala se z nové nemoci, která ji o několik měsíců dříve, v květnu 1939, málem zabila. Po kruté zimě 1939-1940 se Klementina vrátila do Francie: Po invazi do Belgie v květnu 1940 tam byla nucena zůstat. Její syn Louis vstoupil do Cizinecké legie a poté se zapojil do odboje; Klementina byla na jeho chování během konfliktu velmi hrdá. Během války zůstala ve Francii: nejprve v Charente u svých přátel Taittingerových, pak si pronajala vilu v Le Cannet a poté obsadila další v Tresserve nedaleko Aix-les-Bains.
Královská otázka, která po roce 1945 rozbouřila Belgii, ji zarmoutila a přiměla ji žít většinu času ve Francii. Její sestra Štěpánka, kterou neviděla od roku 1938, zemřela v roce 1945 v Maďarsku. Posledních deset let jejího života bylo klidných, ale poměrně osamělých. Po válce její syn Louis objevil svou vlast, kde mu generál de Gaulle povolil neoficiální pobyt před oficiálním zrušením, v roce 1950, zákona o exilu. V roce 1949 se oženil s Alix de Foresta, příslušnicí šlechtického rodu původem z Lombardie ze 13. století, než se počátkem 16. století usadili v Provence. Za 14 let (1939-1953) se Klementina stala babičkou 11 žijících vnoučat, která občas vídala. V roce 1952 obdržela u příležitosti svých 80. narozenin Řád čestné legie.
V říjnu 1954 Klementina opustila Belgii a vrátila se na Azurové pobřeží, kde si pronajala vilu Clair-Vallon v Cimiez, rezidenční čtvrti Nice. Tam v úterý 8. března 1955 večer ve věku 82 let zemřela na srdeční chorobu. Po náboženském obřadu bylo Klementinino tělo dočasně uloženo ve františkánském klášteře v Cimiez. O tři měsíce později byla podle svého posledního přání pohřbena spolu se svým manželem v císařské kapli v Ajacciu 18. června 1955. Obě rakve byly převezeny z pevninské Francie na Korsiku na lodi L'Albatros v doprovodu francouzského námořnictva.

## Vývod z předků
|                     |                                      |  |                               |                                          |  |  |  |  |  |  |  | Arnošt Fridrich Sasko-Kobursko-Saalfeldský |
|                     |                                      |  |                               |                                          |  |  |  |  |  |  |  |                                            |
|                     | František Sasko-Kobursko-Saalfeldský |  |                               |                                          |  |  |  |  |  |  |  |                                            |
|                     |                                      |  |                               |                                          |  |  |  |  |  |  |  |                                            |
|                     |                                      |  |                               | Sofie Antonie Brunšvicko-Wolfenbüttelská |  |  |  |  |  |  |  |                                            |
|                     |                                      |  |                               |                                          |  |  |  |  |  |  |  |                                            |
|                     | Leopold I. Belgický                  |  |                               |                                          |  |  |  |  |  |  |  |                                            |
|                     |                                      |  |                               |                                          |  |  |  |  |  |  |  |                                            |
|                     |                                      |  |                               | Jindřich XXIV. Reuss z Ebersdorfu        |  |  |  |  |  |  |  |                                            |
|                     |                                      |  |                               |                                          |  |  |  |  |  |  |  |                                            |
|                     | Augusta Reussová z Ebersdorfu        |  |                               |                                          |  |  |  |  |  |  |  |                                            |
|                     |                                      |  |                               |                                          |  |  |  |  |  |  |  |                                            |
|                     |                                      |  |                               | Karolína Ernestina Erbašsko-Schönberská  |  |  |  |  |  |  |  |                                            |
|                     |                                      |  |                               |                                          |  |  |  |  |  |  |  |                                            |
|                     | Leopold II. Belgický                 |  |                               |                                          |  |  |  |  |  |  |  |                                            |
|                     |                                      |  |                               |                                          |  |  |  |  |  |  |  |                                            |
|                     |                                      |  |                               | Ludvík Filip II. Orleánský               |  |  |  |  |  |  |  |                                            |
|                     |                                      |  |                               |                                          |  |  |  |  |  |  |  |                                            |
|                     | Ludvík Filip Francouzský             |  |                               |                                          |  |  |  |  |  |  |  |                                            |
|                     |                                      |  |                               |                                          |  |  |  |  |  |  |  |                                            |
|                     |                                      |  |                               | Luisa Marie Adéla Bourbonská             |  |  |  |  |  |  |  |                                            |
|                     |                                      |  |                               |                                          |  |  |  |  |  |  |  |                                            |
|                     | Luisa Orleánská                      |  |                               |                                          |  |  |  |  |  |  |  |                                            |
|                     |                                      |  |                               |                                          |  |  |  |  |  |  |  |                                            |
|                     |                                      |  |                               | Ferdinand I. Neapolsko-Sicilský          |  |  |  |  |  |  |  |                                            |
|                     |                                      |  |                               |                                          |  |  |  |  |  |  |  |                                            |
|                     | Marie Amálie Neapolsko-Sicilská      |  |                               |                                          |  |  |  |  |  |  |  |                                            |
|                     |                                      |  |                               |                                          |  |  |  |  |  |  |  |                                            |
|                     |                                      |  |                               | Marie Karolína Rakouská                  |  |  |  |  |  |  |  |                                            |
|                     |                                      |  |                               |                                          |  |  |  |  |  |  |  |                                            |
| Klementina Belgická |                                      |  |                               |                                          |  |  |  |  |  |  |  |                                            |
|                     |                                      |  |                               |                                          |  |  |  |  |  |  |  |                                            |
|                     |                                      |  | František I. Štěpán Lotrinský |                                          |  |  |  |  |  |  |  |                                            |
|                     |                                      |  |                               |                                          |  |  |  |  |  |  |  |                                            |
|                     | Leopold II.                          |  |                               |                                          |  |  |  |  |  |  |  |                                            |
|                     |                                      |  |                               |                                          |  |  |  |  |  |  |  |                                            |
|                     |                                      |  |                               | Marie Terezie Habsburská                 |  |  |  |  |  |  |  |                                            |
|                     |                                      |  |                               |                                          |  |  |  |  |  |  |  |                                            |
|                     | Josef Habsbursko-Lotrinský           |  |                               |                                          |  |  |  |  |  |  |  |                                            |
|                     |                                      |  |                               |                                          |  |  |  |  |  |  |  |                                            |
|                     |                                      |  |                               | Karel III. Španělský                     |  |  |  |  |  |  |  |                                            |
|                     |                                      |  |                               |                                          |  |  |  |  |  |  |  |                                            |
|                     | Marie Ludovika Španělská             |  |                               |                                          |  |  |  |  |  |  |  |                                            |
|                     |                                      |  |                               |                                          |  |  |  |  |  |  |  |                                            |
|                     |                                      |  |                               | Marie Amálie Saská                       |  |  |  |  |  |  |  |                                            |
|                     |                                      |  |                               |                                          |  |  |  |  |  |  |  |                                            |
|                     | Marie Jindřiška Habsbursko-Lotrinská |  |                               |                                          |  |  |  |  |  |  |  |                                            |
|                     |                                      |  |                               |                                          |  |  |  |  |  |  |  |                                            |
|                     |                                      |  |                               | Fridrich II. Evžen Württemberský         |  |  |  |  |  |  |  |                                            |
|                     |                                      |  |                               |                                          |  |  |  |  |  |  |  |                                            |
|                     | Ludvík Württemberský                 |  |                               |                                          |  |  |  |  |  |  |  |                                            |
|                     |                                      |  |                               |                                          |  |  |  |  |  |  |  |                                            |
|                     |                                      |  |                               | Bedřiška Braniborsko-Schwedtská          |  |  |  |  |  |  |  |                                            |
|                     |                                      |  |                               |                                          |  |  |  |  |  |  |  |                                            |
|                     | Marie Dorotea Württemberská          |  |                               |                                          |  |  |  |  |  |  |  |                                            |
|                     |                                      |  |                               |                                          |  |  |  |  |  |  |  |                                            |
|                     |                                      |  |                               | Karel Kristián Nasavsko-Weilburský       |  |  |  |  |  |  |  |                                            |
|                     |                                      |  |                               |                                          |  |  |  |  |  |  |  |                                            |
|                     | Henrietta Nasavsko-Weilburská        |  |                               |                                          |  |  |  |  |  |  |  |                                            |
|                     |                                      |  |                               |                                          |  |  |  |  |  |  |  |                                            |
|                     |                                      |  |                               | Karolína Oranžsko-Nassavská              |  |  |  |  |  |  |  |                                            |
|                     |                                      |  |                               |                                          |  |  |  |  |  |  |  |                                            |